# Очкине
О́чкине — село в Україні, у Зноб-Новгородській селищній громаді Шосткинського району Сумської області. Населення становить 509 осіб. До 2016 орган місцевого самоврядування — Очкинська сільська рада.

## Географія

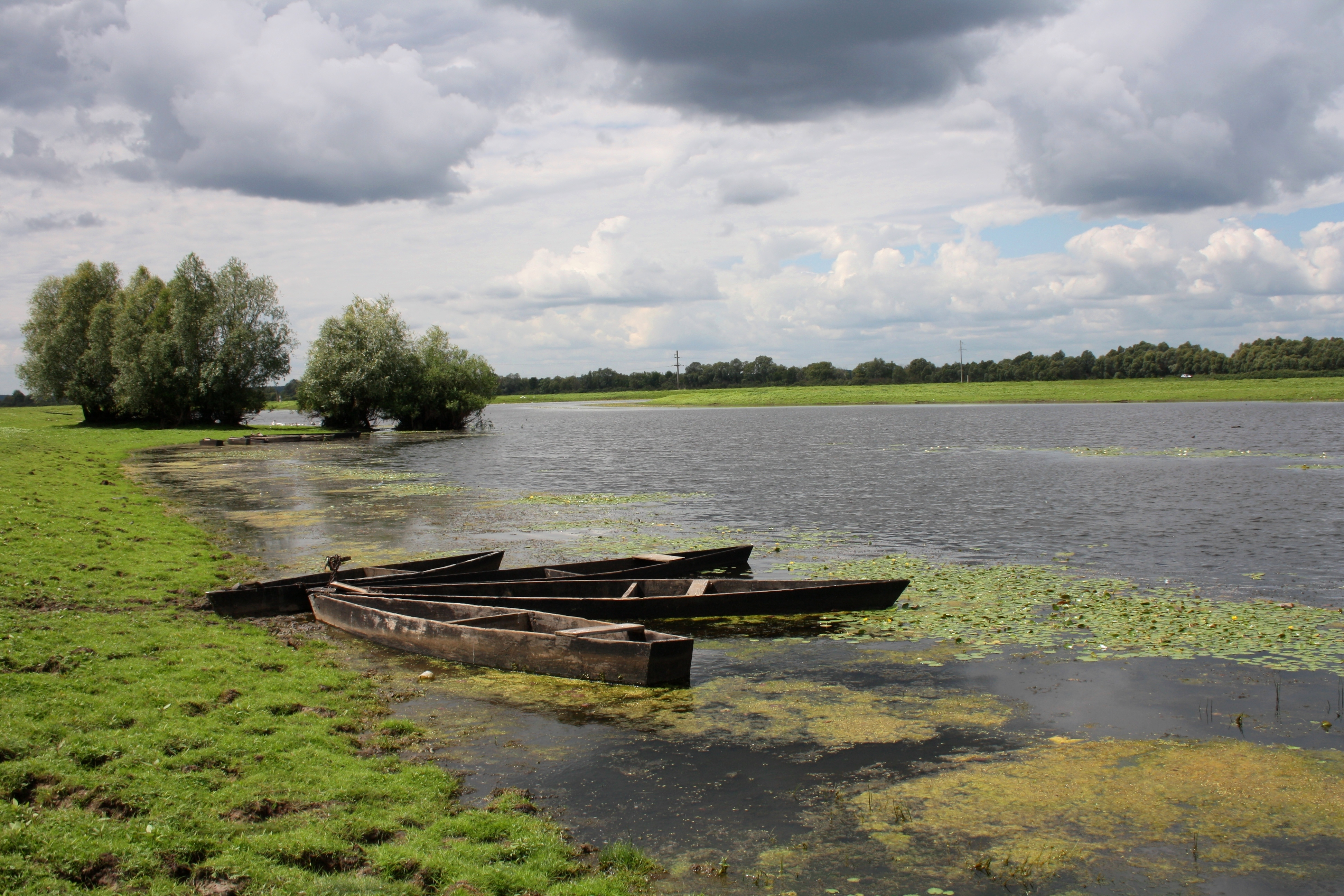
Стариця Десни поблизу села

Село Очкине знаходиться на лівому березі річки Десна, вище за течією на відстані 1,5 км розташоване село Красноярське. Річка в цьому місці звивиста, утворює лимани, стариці й заболочені озера. Також протікає маленька річка Боржачка, лівий рукав Десни.
На північному заході від села річка Рукав Десенка впадає в Десну.

## Символіка

Герб роду Судієнків

Герб села відтворює герб родини Судієнків, які тут мали свій маєток і з якими нерозривно пов'язана історія села.
Опис: На червоному тлі срібний хрест і золотий ріг, що висить на шнурку.

## Історія

### Давні часи
Очкине має давню історію, коріння якого сягає в глибоку старовину. У добу неоліту й бронзи на його землях проживали племена мисливців, землеробів і скотарів. Залишки поселень були знайдені під час археологічних експедицій на південній околиці села та вздовж берегового піщаного схилу між селами Боровичі й Очкине. Експедиції проводилися 1924—1925 рр. під керівництвом дійсного члена Всеукраїнського археологічного комітету Віктора Юркевича й 1945—1948 рр. під керівництвом професора Московського державного університету Михайла Вацлавовича Воєводського.
1947 року Деснянська експедиція М. Воєводського виявили поблизу села неолітичну стоянку — Мис Очкинський. Стоянка існувала впродовж 500 років від початку 2-го тисячоліття до нашої ери до середини 2-го тисячоліття до нашої ери й належить до дніпро-деснянської групи середньодніпровської культури. Було знайдено: тонкостінна посудина з геометричним мотузковим орнаментом епохи пізнього неоліту, мотику й уламки зернотертки й безліч інших знарядь праці, полювання та рибної ловлі. Це свідчить про те, що древні мешканці займалися не лише полюванням і рибальством, але й примітивним землеробством.

У домонгольську епоху поблизу Очкиного розташовувалось поселення сіверян. Про це згадував у своїй праці «Северянская земля и северяне по городищам и могилам» (1893) російський археолог та історик права, професор російського права Варшавського й Московського університетів Дмитро Самоквасов:
На східному кордоні Сіверської землі, з лівого боку річок Судості та Десни, тяглася незаселена обширна смуга землі… Прикордонними чернігівськими поселеннями з цього боку були міста, пам'ятниками яких служать городища, що збереглися на березі Десни у поселень Очкине, Пушкарьове, Лісконоги, Ленькове, Комань і Новгород-Сіверський.
Де саме знаходилося поселення сіверян біля села Очкине, точно невідомо. Можливо, на місці так званого «Царського прибрання», ділянка суші висотою близько півтора метрів і площею близько одного гектара, яка знаходиться в малодоступному заболоченому місці за 1,5 км від північної околиці села.

### Новий час
Точний час заснування Очкиного невідомо. На думку Олександра Лазаревського, село було засновано не пізніше першої половини XVII століття. Православний богослов та історик Філарет (Гумілевський) дотримувався іншої точки зору та вважав це поселення «за назвою та розташуванням на Десні дотатарського періоду». Вірогіднішим, на погляд сучасних дослідників, є твердження Лазаревського.
Заселення Очкине розпочалось, коли Сіверські землі ввійли до складу Московської держави, ймовірно, від середини XVI до початку XVII століття. Побічно про це свідчить назва села, що має російське коріння і форму, характерну для топоніміки Росії.
Після укладення в грудні 1618 року Деулінського перемир'я Очкине відійшло до Речі Посполитої. На момент його передачі Польщі, у кінці червня — початку липня 1619 року, у ньому значилося 2 підданих московського царя, які платили данину в царську казну в розмірі 1 пуда меду на рік і 2 злотих.
1633 року король Польщі надав Очкине старості Новгорода-Сіверського Олександру Пісочинському. Під його володінням село перебувало до грудня 1645 року (дата смерті), після чого поселення успадкували його дружина Єльжбета й син Ян, які довго сперечалися між собою за володіння Сіверською землею.
Після звільнення України від поляків Очкине отримало статус «військового села» і опинилось під відомством Новгород-Сіверської сотенної і ратушної старшини, яка «на власні роботи людей не приймала».
У листопаді 1708 року Петро І подарував чотири озера в Очкиному, а 7 липня 1718 року «грунт к житию людскому удобный» новгородському сотнику Лук'яну Івановичу Жоравку, який облаштував на отриманих землях декілька дворів і володів ними до своєї смерті, яка настала влітку 1719 року. Після його смерті всі його очкинські володіння успадкувала його дружина Ірина Черкесовна Жоравка.
29 червня 1730 гетьман Данило Апостол передав Очкине генеральному обозному Якову Юхимовичу Лизогубу (1675 — 24.01.1749), онуку гетьмана Петра Дорошенка. У його володінні село перебувало до 1745 року, після чого було зараховано до рангових володінь суддів і подаровано на ранг генеральному судді Малоросійського генерального суду Акиму Мануїловичу Горленку (XVII — до 1758), а після його смерті — генеральному судді Олександру Павловичу Дублянському (14.03.1713 — після 1781).
2 лютого 1784 Катерина II подарувала Очкине у довічне та спадкове володіння канцлеру Російської імперії князю Олександру Андрійовичу Безбородьку, у «відплату за його старанну службу й труди на користь держави». У ході передачі подарованого маєтку у володіння нового власника спеціальна комісія відібрала у Івана Тимофійовича Жоравка його володіння в Очкине та передала їх Олександру Безбородьку.
Іван Тимофійович із цим не погодився і подав скаргу Катерині II. Під час її розгляду, 1787 року, Олександр Безбородько подарував Очкине одному зі своїх найближчих друзів — уродженцю Новгород-Сіверського Йосипу Степановичу Судієнку, який служив у Головному поштових справ управлінні в Санкт-Петербурзі на посаді першого члена.
Згодом, після отримання Очкиного в дарунок, Йосип Судієнко побудував у селі садибу, яку російський мистецтвознавець, архітектор і художник Георгій Лукомський вважав однією з найкращих серед зведених за часів правління Катерини II.
Садиба була збудована за проєктом відомого архітектора Миколи Олександровича Львова та складалася з двоповерхового палацу з двома флігелями з боків, оранжереї, службового корпусу, павільйону-пристані та інших споруд. У садибі зберігалася одна з найвідоміших приватних колекцій живопису в Україні, яка включала в себе портрет О. С. Судієнка роботи Д. Левицького; портрет О. С. Судієнко роботи відомого портретиста В. Л. Боровиковського; портрет Михайла Судієнка роботи німецького художника К. Х. Фогеля фон Фогельштейна; портрет князя Кантеміра роботи Д. Левицького; автопортрет К. Брюллова; кілька картин І. К. Айвазовського, Х. Д. Рауха тощо.
14 серпня 1797 року Йосип Судієнко вийшов у відставку й переїхав до Очкиного. До того часу І. Т. Жоравка помер, а його володіння перейшли в спадок до його єдиної дочки Наталії Іванівні Покорської-Жоравки. Наталія Іванівна не визнавала рішення комісії про відібрання у її батька очкинських володінь, проте у встановленому законом порядку його не оскаржено й пропустила встановлений термін давності. У зв'язку з цим третій департамент сенату визнав 1804 року подану її батьком скаргу необґрунтованою й ухвалив рішення відібрати його володіння в Очкиному. Зазначене рішення ніхто не оскаржив, і 14 серпня 1806 Олександр І його затвердив.
Проте син Наталії Іванівни — Іван Іванович Покорський-Жоравка з цим не погодився і звернувся до суду. Протягом декількох років він «оббивав пороги» судових інстанцій і домігся ухвалення рішення на свою користь.
До того часу О. С. Судієнко помер, а його володіння в Очкиному перейшли в спадок до його неповнолітнього сина Михайла, підопічному князя Віктора Павловича Кочубея, найвпливовішої людини свого часу, який незадовго перед цим був міністром внутрішніх справ Росії і членом Державної Ради.
Віктор Павлович не залишився байдужим до долі свого підопічного і, скориставшись своїм впливом і зв'язками, домігся в Державній Раді перегляду справи Судієнка й ухвалення рішення на його користь.
8 вересня 1871 М. О. Судієнко помер. Після його смерті очкинські володіння перейшли у спадок до його молодшого сина — предводителя дворянства Новгород-Сіверського повіту Олександру Михайловичу Судієнка (28.08.1832 — 12.04.1882), а після його смерті — до його синів: депутата IV Державної Думи Євгена Олександровича Судієнка (25.05.1870 — 1919) та його брата, судді 2-ї ділянки Новгород-Сіверського судового округу Георгія Олександровича Судієнка (21.06.1872 — після 1930).
У цей час більшість місцевих жителів займалися сільським господарством. Проте землі всім не вистачало, і в кінці XIX століття кілька десятків очкинських сімей переселилися до Сибіру, на територію нинішнього Чистоозерного району Новосибірської області, і заснували там у 1900 році село з однойменною назвою. Однак, незважаючи на відтік населення, життя очкинських селян не покращилося. Вони як і раніше відчували нестачу в орних землях і зазнавали утисків з боку поміщицьких керуючих, які карали їх за потрави посівів, відбирали їх худобу і примушували до відпрацювань.
Своїми незаконними діями вони викликали невдоволення серед очкінських селян, яке в наприкінці 1905 року переросло у відкрите протистояння з поміщиками. Озлоблені місцеві жителі почали самовільно вирубувати ліси Судієнка, забирати з луків їх сіно, захоплювати вирощений урожай і погрожувати їм розправою.
Побоюючись за своє життя, Євген Олександрович Судієнко 28 грудня 1905 року звернувся по допомогу до поліції і до предводителя дворянства Чернігівської губернії В. Д. Голіцина, який доповів про все Чернігівському губернатору і попросив його про допомогу: «Положення в повіті дуже небезпечне, скрізь грабежі лісів. Сьогодні отримав звістку що почався бунт в Очкиному, загрожують убити Судієнко. Військ недостатньо. Прошу негайно вислати на допомогу ескадрон, необхідно витребувати з Києва, боротися інакше не можна».
Чернігівський губернатор прохання Голіцина задовольнив і для придушення селянських виступів в Очкиному направив новгород-сіверських поліцейських і взвод драгунів, озброєних гвинтівками і шаблями. Після прибуття в Очкине поліцейські придушили виступи селян, відібрали у них награбоване майно, покарали учасників виступів батогами, а організаторів заарештували й доставили в Новгород-Сіверський, де засудили до тюремного ув'язнення на термін від одного до трьох років.
Проте конфлікти між очкинськими селянами й поміщиками на цьому не вичерався. На початку вересня 1917 року жителі Очкиного звинуватили Е. А. Судієнка в незаконних арештах і вбивствах селян, а 3 вересня 1917 р. заарештували його і доставили в Хільчіську волость. Однак звідти його відпустили.
Обурившись діями влади, селяни поскаржилися на поміщика у Військово-революційний комітет Петрограда, який 11 листопада 1917 послав на місце телеграму з вимогою звільнити селян на поруки і притягнути Судієнка до кримінальної відповідальності. Дізнавшись про це, Євген Олександрович зібрав свої речі і виїхав з Очкиного, а через якийсь час покинула село і його дружина Марія Ксаверівна Фосс.
Після від'їзду сім'ї Судієнків селяни проникли в їхню садибу і розграбували її: «Картини, написані знаменитими художниками олійними фарбами, на полотнищах, були обірвані та використані на онучі, величезна бібліотека розібрана на куриво, а садиба частково спалена». Та ж доля спіткала і гуральню Судієнка, яка знаходилася в Олександрівському хуторі. У ніч на 25 грудня 1917 р. місцеві селяни захопили на території заводу цистерну зі спиртом, розграбували встановлене в цехах обладнання, а з часом розібрали на цеглини і виробничі приміщення.

### Духовність
З незапам'ятних часів у Очкиному діяла православна церква Успіння Богоматері, у якій на момент утворення Новгород-Сіверського намісництва служив 1 священик і 2 паламаря. До початку 90-их років XVIII століття церква занепала, і в 1796 році Осип Степанович Судієнко побудував на її місці нову цегляну церкву.
Церква перебувала в центрі села, на території нинішнього Будинку культури, і являла собою оригінальний храм з центральним напівсферичним куполом і унікальною по композиції подвійний дзвіницею, що складалася з двох дзвіниць-близнюків, з'єднаних високим порталом з класичним фронтоном і колонами з боків. Дзвіниці були прикрашені в нижньому ярусі рустовкою, а гладкі верхні яруси завершувалися фронтонами, увінчаними високими шпилями на напівсферичних куполах, витриманих в тому ж стилі, що і купол основного об'єму храму. Існує припущення, що Успенська церква була зведена за проектом відомого російського архітектора Н. А. Львова. На це вказує стиль архітектури церкви, який, на думку наукового співробітника Науково-дослідного інституту теорії архітектури і містобудування РААСН Андрія Вікторовича Чекмарьова, відповідає «духу Львова».
На дзвіниці церкви було встановлено 11 дзвонів, найбільший з яких важив 300 пудів і мав напис: «Зроблений дзвін у с. Очкине — коштом таємного радника Йосипа Степановича Судієнка». Кажуть, що його дзвін у тиху безвітряну погоду було чути навіть у Новгород-Сіверському.
У церкві зберігалася одна з найшанованіших ікон Чернігівської губернії — чудотворна ікона Казанської Божої Матері, яка була включена в «Перелік чудотворних і особливо шанованих ікон Казанської Божої Матері в церквах Чернігівської губернії». Богослужіння у церкві тривали до середини 20-их років минулого століття, після чого її закрили, а в 1934 році розібрали на цеглини і побудували з них Будинок культури.
Село постраждало внаслідок геноциду українського народу, проведеного урядом СССР в 1932—1933 роках.

### Освіта
З 1768 року в Очкиному функціонувала церковноприходська школа, у якій викладав дяк. З часом її закрили, а в жовтні 1860 року відкрили нову церковноприходську школу. У 1890 році (за іншими даними в 1896 році) в Очкиному була відкрита Успенська церква та земська школа (сільське початкове народне училище), у якій в 1896—1897 навчальному році навчалося 38 хлопчиків і 2 дівчинки.

### Новітній період
26 липня 1942 року нацистські окупанти спалили 270 дворів села Очкине Зноб-Новгородського району, загинуло 20 жителів.
12 червня 2020 року, відповідно до розпорядження Кабінету Міністрів України № 723-р «Про визначення адміністративних центрів та затвердження територій територіальних громад Сумської області», село увійшло до складу Зноб-Новгородської селищної громади.
19 липня 2020 року, в результаті адміністративно-територіальної реформи та ліквідації Середино-Будського району, село увійшло до складу новоутвореного Шосткинського району.

### Російсько-українська війна 2022
У ніч з 12 на 13 травня 2022 року російйські військові, за інформацією оперативного командування «Північ», з території РФ завдали двох ракетних ударів по с. Очкине Зноб-Новгородської селищної громади. За інформацією військових, втрат серед особового складу не було, як і жертв серед населення. Як повідомив голова Сумської ОВА Дмитро Живицький, матеріальні та екологічні збитки підраховуються.

## Населення
Згідно з переписом УРСР 1989 року, чисельність наявного населення села становила 542 особи, з яких 231 чоловік та 311 жінок.
За переписом населення України 2001 року, в селі мешкало 500 осіб.

### Мова
Розподіл населення за рідною мовою за даними перепису 2001 року:
| Мова       | Відсоток |
| ---------- | -------- |
| українська | 58,94 %  |
| російська  | 41,06 %  |

## Пам'ятки
- Садиба Судієнків. Із величного колись садибного комплексу і прекрасного парку в англійському стилі до наших днів збереглися лише три зарослі ставки. Усе інше, на жаль, назавжди втрачено.